# Öttusa
Az öttusa összetett versenysport, amely öt sportágból (lovaglásból, vívásból, lövészetből, úszásból és terepfutásból) áll össze. Modern pentatlonnak is nevezik. A versenyek lebonyolítása lehet egyéni, csapat- vagy váltóverseny jellegű.
Az újkori olimpia felújítója, Pierre de Coubertin báró javaslatára elevenítették fel az ókori ötösviadalt a modern kor követelményeinek megfelelően. Az öttusa először az 1912-es stockholmi olimpián szerepelt. Csapatversenyeket 1952-től 1992-ig rendeztek.
A sportágak sorrendje – összefüggésben a 2009-ben bevezetett szabályokkal – megváltozott (azelőtt lövészet, vívás, úszás, lovaglás és futás volt a sorrend):
- vívás: párbajtőrvívás elektronikus találatjelzéssel, 1 tusra,
- úszás: 200 méteres táv teljesítése tetszőleges úszásnemben,
- lovaglás: egyes, kettes illetve hármas akadályokból álló díjugratás,
- kombinált futás-lövészet (e kombinált szám leírása lejjebb olvasható).

2022-ben született döntés arról, hogy akadályversenyre cserélik a lovaglást a versenyszámokban.

## Története

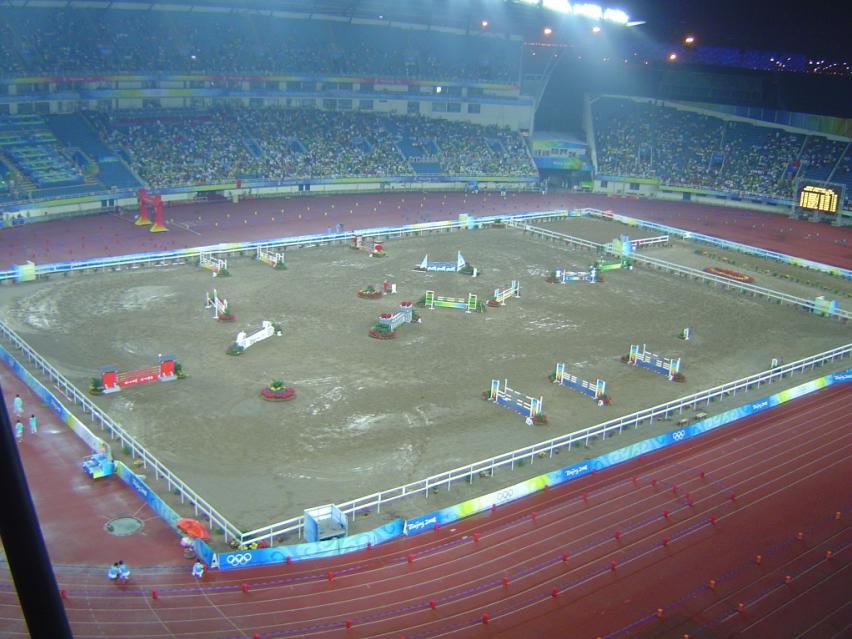
Lovaglópálya a 2008. évi nyári olimpiai játékokon, Pekingben

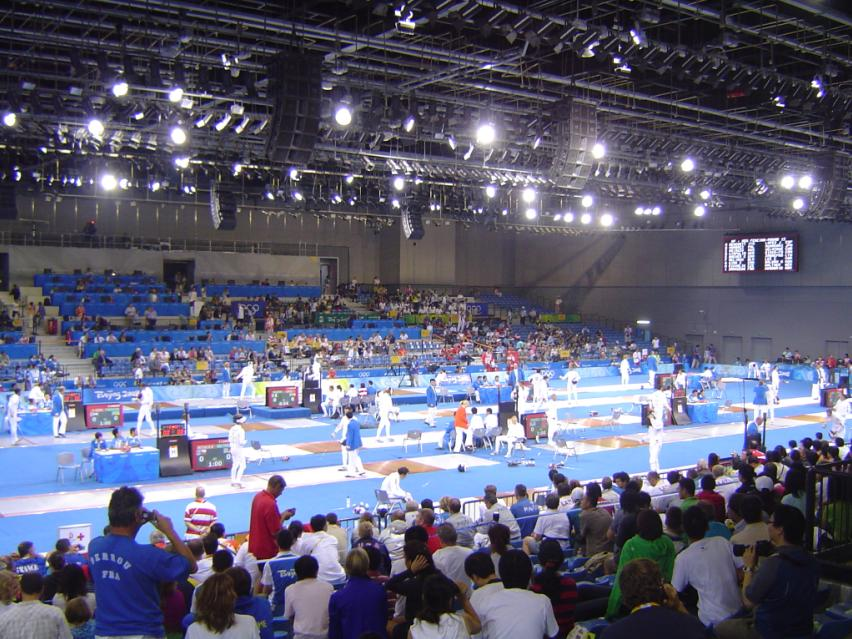
Vívóverseny a pekingi olimpián

Az öttusát az ókori olimpiák pentatlonja ihlette, amelyet i. e. 708-ban, a 18. olümpiai játékokon vezettek be. Öt versenyszáma a távolugrás, stadionfutás, diszkoszvetés, gerelyhajítás és birkózás volt.
Egy összetett, a fizikai és a technikai sportágak sajátosságait egyesítő új sport megalkotása volt a cél, amelyhez mesét is fűztek: Egy katonai futár fontos küldetésre indul, egy levelet kell eljuttatnia a folyó túloldalán elhelyezkedő szövetségeseknek. Lovon indul útnak, de az ellenség felfedezi, ezért karddal majd pisztollyal kell utat vágnia a harcmezőn. A lovát az ellenség kilövi, ezért úszva kel át a folyón végül futva juttatja el az üzenetet a címzettnek. Ennyi a mese végleges változata, mert eredetileg a sportágak között a birkózás is szerepelt, de végül lövészet lett belőle. Aztán az úszás helyett evezés is szóba került (Coubertin javaslatára), de ezt is elvetették, már így is eléggé bonyolult volt a versenyszervezés. A „katonás” történetből következik, hogy eleinte majdnem kizárólag katonák versenyeztek (régi fotókon katonai egyenruhás versenyzőket látni az öttusa versenyeken, olimpiákon).
Az öttusa létrehozására vonatkozó javaslatot 1909-ben fogadták el, és 1911-ben – elsőként – megalakult a svéd öttusa szövetség. A versenyek sokáig ötnaposak voltak, négynapos versenyidőszak is volt (a lövészet és az úszás került egy napra), majd 1996 óta egyetlen nap alatt kell teljesíteni valamennyi versenyszámot. Közben a versenyszámok sorrendje is megváltozott, az eredeti „meséhez” képest, és még számos más változás is történt. Megváltoztak a teljesítendő távok, az úszás 400 m-ről 200 m-re csökkent, az eredeti, 4 km-es tereplovaglás helyett rövidebb akadálypályát kell teljesíteni, a futás távja 3000 m-re redukálódott (4000 m-ről). A futást ún. „handicap” rendszerben rendezik: a négy szám alatt elért pontszám-különbségekből időkülönbségeket generálnak, és ennek megfelelően indítják a versenyzőket. Ezzel izgalmasabbá és áttekinthetőbbé vált a verseny: az győz, aki a futásban először szakítja át a célszalagot.
2009-ben új, akkor forradalminak minősített szabályváltoztatás lépett életbe. A vívás, az úszás és a lovaglás lényegileg változatlan maradt, de a futást és a lövészetet összevonták egyetlen kombinációs számba. Ennek során a versenyzők „handicap” rendszerben rajtolnak, kb. 20 m futás után 5 lövést adnak le, legfeljebb 1 perc 10 másodperc alatt. Ezután újabb, 1000 m-es futószakasz következik, majd 5 lövés leadása (max. 1:10 alatt), aztán újabb 1000 m futás és 5 lövés leadása (max. 1:10 alatt), végül 1000 m futással zárul a verseny.
A „hagyományos” öttusa versenyek mellett váltóversenyeket is rendeznek, amelyeken háromfős csapat vesz részt. Nem tévesztendő össze a klasszikus csapatversennyel, ahol három-három csapattag pontszámát összegzik.
Ha a 2009-es szabályváltoztatás forradalminak minősült, a 2021-es méginkább annak számított: ekkor döntöttek arról, hogy a lovaglást végleg kivonják a versenyből, majd 2022-ben arról, hogy a helyére akadálypálya kerül, amit a versenyzőknek a többi számhoz hasonlóan egymaguknak kell teljesíteniük. A Nemzetközi Öttusa Szövetség azzal indokolta a szám kivételét, hogy az addigi formájában bizonytalan az öttusa helye az ötkarikás programban. A döntést jelentős bírálatok és tiltakozások kísérték, mondván a döntést a nyilvánosság kizárásával, az öttusázótársadalom véleményének megkérdezése nélkül hozta meg a vezetőség. Ismert, hogy a döntés idején, a 2021-ben megtartott tokiói olimpián tetemes előnyben lévő Annika Schleu német öttusázót a lova cserbenhagyta: mivel az állat megmakacsolta magát, Schleu a tabella legvégére zuhant vissza. 2024-ben már megjelent az akadálypálya az az évi világkupákon, miközben a lovaglás is megmaradt, így ez amolyan „hattusa” bajnokság volt, ezeken a „hibrid-bajnokságokon” a juniorok már nem lovagoltak, hanem az akadálypályán mentek végig. Utoljára a 2024-es párizsi olimpián szerepelt a lovaglás a versenyszámok között.

## Az öttusa a magyar sportban
Magyarországon az első öttusaversenyt 1927. április 21–29. között rendezték meg Budapesten. A versenyszámokat különböző helyszíneken bonyolították le: a vívást a Ludovika Akadémia vívótermében, a lövészetet a Szemere-lőtéren, az úszást a Császár-fürdőben, a lovaglást a Nagyrákosi gyakorlótéren, míg a futást a Ludovika Akadémia gyakorlóterén tartották. A verseny győztese Filótás Tivadar lett, aki ezzel az öttusasport első magyar olimpikonja is lett az 1928-as amszterdami olimpián. A sportágat 1945-ig kizárólag honvédtisztek űzték.

Az első nemzetközi – bár nem hivatalos Európa-bajnokságnak számító – versenyt Budapesten rendezték meg 1935-ben. A második világháború előtt az öttusasport irányítását az Olimpiai Magyar Nemzeti Bizottság végezte, amely 1941-ben jött létre. A sportág hazai irányítását később a Magyar Öttusa Szövetség vette át, amelyet 1947-ben alapítottak. Az első hivatalos magyar bajnokságot 1946-ban rendezték meg, ahol az egyéni verseny győztese Karácson László lett, míg a csapatversenyben a Csepel SC diadalmaskodott.

## Eredményes magyar sportolók
A sportág történetének legnagyobb magyar alakja Balczó András, aki háromszoros olimpiai és tízszeres világbajnok volt 1960 és 1972 között. A sportág első magyar női olimpiai bajnoka Vörös Zsuzsanna volt Athénban, 2004-ben. Következő magyar női öttusázó olimpiai bajnokként, világrekorddal 2024-ben Gulyás Michelle szerzett aranyérmet a párizsi olimpiai játékokon.